# Forrest Towns
Forrest Grady Towns (Fitzgerald, 6 febbraio 1914 – Athens, 9 aprile 1991) è stato un ostacolista statunitense, campione olimpico dei 110 metri ostacoli ai Giochi olimpici di Berlino 1936.

## Biografia
Nato nel 1914 a Fitzgerald, Georgia, Towns frequenta la scuola ad Augusta, giocando a football americano nella squadra della high school. Nel 1933 ottiene una borsa di studio per l'atletica leggera, dopo che un giornalista lo aveva notato alle prese con il salto in alto.
Tuttavia, ben presto Towns si specializzerà negli ostacoli, tralasciando il salto in alto. Nelle 120 iarde ad ostacoli vincerà i titoli NCAA e AAU nel 1935, rimanendo successivamente imbattuto per ben 60 gare fino al 1937.
Nel 1936 Towns viene selezionato per partecipare ai Giochi olimpici di Berlino, diventando così il primo georgiano a partecipare alla rassegna olimpica. Towns, che già deteneva il record mondiale con 14"1, conquista la medaglia d'oro olimpica concludendo la gara in 14"2. Poco dopo le Olimpiadi, durante un meeting tenutosi ad Oslo, diventerà il primo atleta a scendere sotto i 14 secondi nei 110 metri ostacoli, abbassando il record mondiale a 13"7, primato che rimarrà imbattuto fino al 1950.
Dopo il suo ritiro Towns diventa un allenatore di atletica all'Università della Georgia. Muore all'età di 77 anni ad Athens (Georgia).

## Palmarès
| Anno | Manifestazione  | Sede    | Evento   | Risultato | Prestazione | Note |
| ---- | --------------- | ------- | -------- | --------- | ----------- | ---- |
| 1936 | Giochi olimpici | Berlino | 110 m hs | Oro       | 14"2        |      |